# Органосилоксани
Органосилоксани – полімери, структура яких описується загальною формулою -[-O-Si(R2)]n-, де як R найчастіше виступають галогени або аміногрупи, наприклад, Cl[Si(R2)O]nSi(R2)Cl.
Органосилоксани набули широкого поширення в останнє десятиліття як пасти, масла, охолоджуючі агенти, теплоносії, герметики і робочий шар самоклеючих стрічок. Вони також використовуються як стабілізатори й антиоксиданти в багатьох органічних маслах.
З поліорганосилоксанів шляхом введення в них наповнювачів - силікатів і оксидів металів, головним чином, хрому, заліза і титану, виробляються органосилікатні суспензії. Ці суспензії використовуються як обов'язкові сполучні компоненти при виробництві асбопластів, склопластиків і волокніатів, що використовуються при температурах понад 500 ºС. 
У 2002 р. в світі було вироблено 1560 тис. т органосилоксанів.